# Єлизавета Саксонська (герцогиня Генуї)
Єлизавета Саксонська (нім. Elisabeth von Sachsen), повне ім'я Марія Єлизавета Максиміліана Людовіка Амалія Франциска Софія Леопольдіна Анна Баптіста Ксаверія Непомусена Саксонська (нім. Maria Elisabeth Maximiliana Ludovika Amalie Franziska Sophia Leopoldine Anna Baptista Xaveria Nepomucena von Sachsen; 4 лютого 1830 — 14 серпня 1912) — саксонська принцеса з династії Веттінів, донька короля Саксонії Йоганна I, дружина принца Сардинського, герцога Генуї Фердинанда Савойського, у другому шлюбі — із Ніколо, маркізом Рапалло.

## Біографія
Єлизавета народилась 4 лютого 1830 року у Дрездені третьою дитиною і другою донькою в сім'ї саксонського кронпринца Йоганна та його дружини Амалії Августи Баварської. Мала старшу сестру Марію Августу та брата Альберта. За наступні 15 років з'явились шестеро молодших: Фрідріх Август, Георг, Марія Сидонія, Анна, Маргарита та Софія.
22 квітня 1850 року 20-річна Єлизавета пошлюбилася із 27-річним Фердинандом Савойським, герцогом Генуї, молодшим братом правлячого короля Сардинії Віктора Емануїла II та Адельгейди Австрійської. Союз був династичним, укладеним через політичні розрахунки. Подружжя ніколи не кохало одне одного. У шлюбі Єлизавета, однак, народила двоє дітей:
1854 року її батько успадкував престол Саксонії від старшого брата і став королем. Чоловік у лютому 1855 помер, залишивши її удовою. Та ще до закінчення офіційного трауру, герцогиня таємно одружилася вдруге. Весілля відбулося 4 жовтня 1856 року в Альє. Обранцем Єлизавети став її 31-річний камердинер, представник місцевої знаті, маркіз Ніколо Рапалло. Коли про це дізнався Віктор Емануїл II, то звелів їй залишити країну і навіть заборонив бачитися з дітьми. Проте згодом відмінив свої накази. При дворі пліткували, що шлюб герцогині виявився невдалим. Разом подружжя прожило майже 30 років. Дітей у них не було.
1868 року її донька Маргарита стала дружиною свого кузена Умберто. Після смерті Віктора Емануїла II він успадкував італійський трон, і Маргарита стала королевою. 
Взимку Єлизавета проживала в Турині, теплу пору року проводила на своїй віллі в Стрезі, розташованій на березі озера Маджоре. Щороку на початку осені її там навідувала донька. Навесні ж герцогиня здійснювала візит у відповідь до Риму.
У літньому віці її змальовували як все ще красиву жінку із сріблясто-білим волоссям і гідною поставою. 1908 року брала участь у хрещенні своєї праонуки Джованни.
1910 року в Єлизавети стався апоплексичний удар. Донька і невістка терміново прибули до неї в Турин. 14 серпня 1912 року Єлизавета Саксонська померла на віллі в Стрезі.

## Родина
Чоловік — Фердинанд Савойський
Діти:
- Маргарита (1851—1926) — одружена з королем Італії Умберто I,  мала єдиного сина;
- Томмазо (1854—1931) — наступний герцог Генуї, був одружений з Ізабеллою Баварською, мав шестеро дітей.